# Los Lirios, Oaxaca
Los Lirios är en ort i Mexiko.   Den ligger i kommunen Acatlán de Pérez Figueroa och delstaten Oaxaca, i den sydöstra delen av landet, 290 km öster om huvudstaden Mexico City. Los Lirios ligger 141 meter över havet och antalet invånare är 132.
Terrängen runt Los Lirios är platt åt nordost, men åt sydväst är den kuperad. Terrängen runt Los Lirios sluttar österut. Runt Los Lirios är det ganska tätbefolkat, med 65 invånare per kvadratkilometer. Närmaste större samhälle är Cosolapa, 16,0 km väster om Los Lirios. Trakten runt Los Lirios består till största delen av jordbruksmark.